# Nouvelle autobiographie
L'expression « Nouvelle Autobiographie » a été forgée par Alain Robbe-Grillet sur le modèle de l'étiquette Nouveau Roman, à l'époque des deux premiers volumes de sa trilogie Romanesques (Le Miroir qui revient, 1984 ; Angélique ou l'enchantement, 1987 ; Les Derniers Jours de Corinthe, 1994). Elle a ensuite été formalisée par Roger-Michel Allemand dans ses différents travaux sur l'écrivain et sur le genre.

## Définition
Le terme « Nouvelle Autobiographie » est attesté au début des années 1990. Dans son principe, « elle inverse les prémisses de fonctionnement et les protocoles de lecture » de l'autobiographie traditionnelle : 
« En retournant l’orientation habituelle du récit de vie, elle remplace la reconstitution d’une identité par la découverte d’une altérité. Le sujet qui écrit y est posé d’abord comme être de langage, si bien que le discours qu’il tient sur lui-même devient invention de son existence. »
En vertu de quoi, Alain Robbe-Grillet « renouvelle la pratique du genre, tant du point de vue des tenants et des aboutissants idéologiques que sur le plan de l’énonciation », et récuse le contrat de sincérité défini par Philippe Lejeune dans Le Pacte autobiographique, en 1975, au motif que la mémoire serait intrinsèquement fabulatrice et que « le biais de la fiction est, en fin de compte, beaucoup plus personnel que la prétendue sincérité de l’aveu ».
La rénovation entreprise par Alain Robbe-Grillet n'est cependant pas isolée, puisqu'elle s'inscrit « dans un contexte général de remise en cause des canons autobiographiques, en opposition à l’effort de cohérence et à la prétendue authenticité des grands modèles (saint Augustin, Rousseau), qui auraient pour effet pervers de figer l’existence de leurs auteurs dans des moules stéréotypés ». Dès 1977, dans Fils, dont le titre est déjà ambigu, Serge Doubrovsky avait délibérément pris à contre-pied l'essai de Lejeune en parlant d'autofiction et Robbe-Grillet n'a d'abord fait qu'emboîter le pas, « avançant une Nouvelle Autobiographie aux contours indéterminés, entreprise sans concertation par des auteurs souvent associés au Nouveau Roman » : Nathalie Sarraute avec Enfance (1983), Marguerite Duras avec L'Amant (1984).

Reste que : 
« pour ces écrivains, il ne peut plus être question de découvrir l’essence de sa vie, pas plus que d’identifier les principaux moments qui l’ont constituée par une restitution censément authentique des événements et des états de conscience du passé, dès lors soumis à un schéma rétrospectif unificateur et signifiant. Non seulement parce que les souvenirs retenus sont aléatoires, mais aussi parce que le discours que le sujet tient sur lui-même, au présent de l’écriture, induit des interprétations sémantiques décalées. L’attente de véracité sera donc déçue. En outre, l’activité mentale n’est pas univoque, elle est complexe : coexistant avec des pulsions physiques et psychiques, la conscience n’en est pas la seule composante. L’être est alors défini par sa polyvalence et son ambiguïté. À l’image des autres hommes, l’écrivain est donc à la fois responsable et irresponsable de ses mots. En conséquence de quoi l’objectivité de la retranscription est un mirage : c’est bien la subjectivité de l’anamnèse et les trous de mémoire y afférant qui orientent la disposition du récit. »

## Polémique
À partir de la publication du Miroir qui revient, dans ses déclarations à la presse ou ses interventions de conférencier, Alain Robbe-Grillet s'en prend presque systématiquement au contrat de sincérité défini par Philippe Lejeune dans Le Pacte autobiographique — ce que n'avait pas fait Serge Doubrovsky au moment de Fils. Lejeune répond à ces attaques de façon assez narquoise et les deux hommes s'affrontent. C'est Roger-Michel Allemand qui met fin à leur différend, en 1996, par un article qui pacifie le débat et les renvoie dos à dos. Lejeune lui en donne acte, en 1997, dans une longue lettre dont il autorisera la publication.